# 阿尔泰狗娃花
阿尔泰狗娃花（学名：Aster altaicus），又名台东铁杆蒿或阿尔泰紫菀，是菊科紫菀屬的植物。分布在中亚、蒙古、西伯利亚、臺灣以及中国大陆的新疆、青海、内蒙古、四川等地，生长于海拔100米至4,350米的地区，一般生于草原、戈壁滩、山地、草甸以及河岸路旁，目前尚未由人工引种栽培。
种加名 altaicus 意为“阿尔泰的”。